# Pierre Consigny
Pour les articles homonymes, voir Consigny (homonymie).
Pierre Consigny, né le 12 février 1930 à Mondeville et mort le 7 septembre 2024 à Paris, est un haut fonctionnaire français.

## Biographie
Pierre Consigny est le fils du colonel René Consigny et de Marie-Thérèse Pasquier, et le petit-fils du général Louis-Henri Consigny (1857-1931), qui fut directeur de l'École polytechnique.
Il est licencié en droit et en lettres, diplômé de Sciences Po Paris et de l'université Yale. Ancien élève de l'ENA (promotion Vauban, en même temps que Jacques Chirac), inspecteur des finances, il a été notamment conseiller et chargé de mission dans les cabinets ministériels de Maurice Couve de Murville et d'Albin Chalandon.
De 1994 à 1997, il préside la Croix-Rouge française.
De 1992 à 1995, il est également directeur des monnaies et médailles et président de l'Alliance France-Bulgarie.
Membre du club Le Siècle, il exerce en outre des mandats locaux. Ainsi de 1983 à 1995, il est maire de La Ferrière-Béchet (Orne), en 1978, président du conseil d'administration de l'EPAD ; conseiller général de l'Orne de 1974 à 1988.
Il décède le 7 septembre 2024 à Paris.

## Prix et reconnaissances
Il est officier de la Légion d'honneur (1991) et commandeur de l'ordre national du Mérite (1996).

## Vie privée
Il est le père de l'actrice Anne Consigny, de la plasticienne et scénographe Pascale Consigny et du publicitaire Thierry Consigny. Il est le grand-père de l'avocat et polémiste Charles Consigny, et de l'acteur Vladimir Consigny.

## Ouvrage
- La France et sa monnaie : un chemin de mémoire, postface de Laurent Fabius, Paris, Imprimerie nationale, 2001.